# Väsmestorps naturreservat
Väsmestorps naturreservat är ett naturreservat i Falköpings kommun i Västra Götalands län.
Naturreservatet bildades 2021 och omfattar 20 hektar. Det ligger strax norr om Floby och består av en bäckravin med gråal, alm och lönn och ett gammalt odlingslandskap med ekhagar och stenmurar.

## Galleri

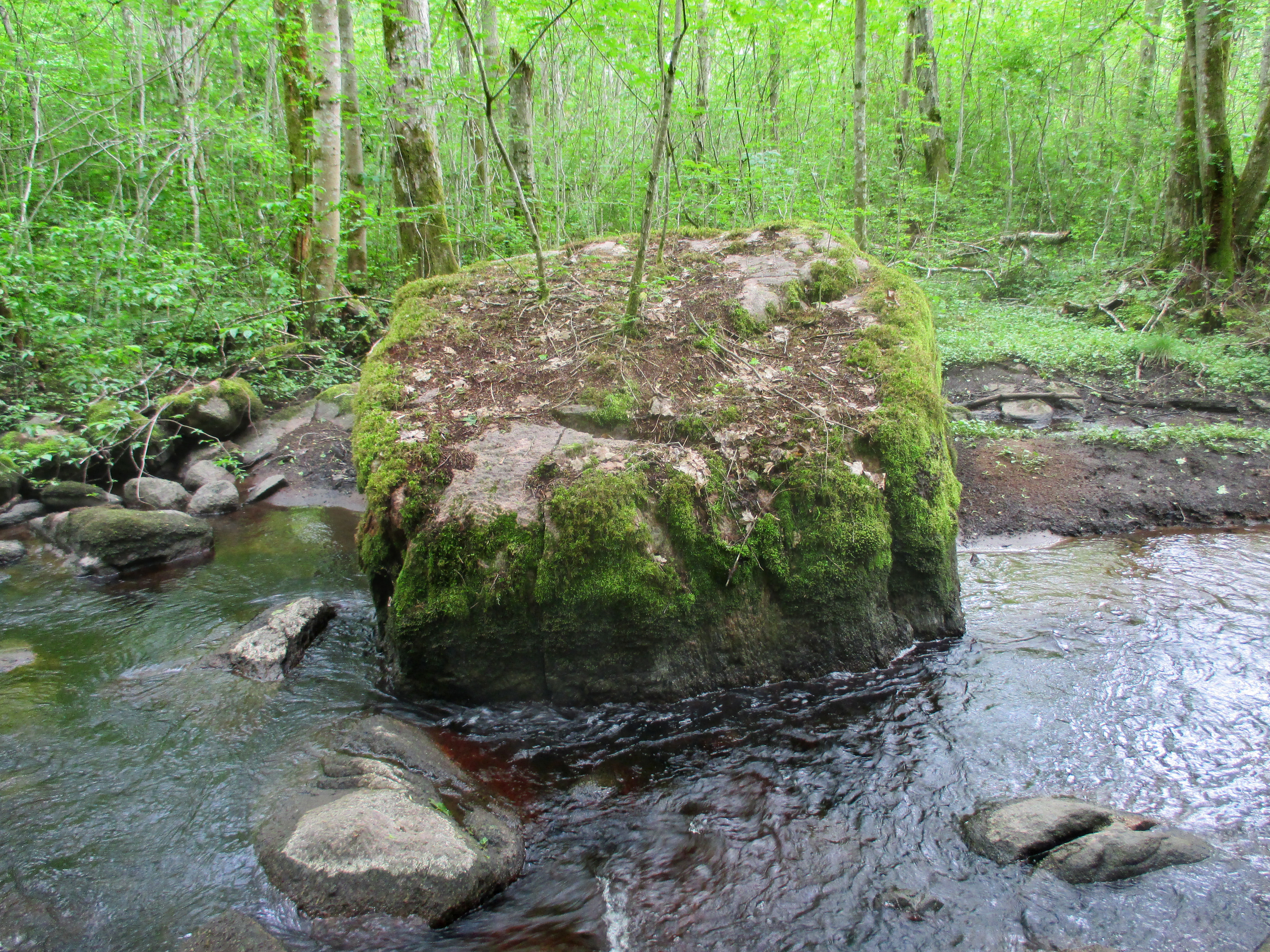
Block i Storebrobäcken 29 maj 2022.
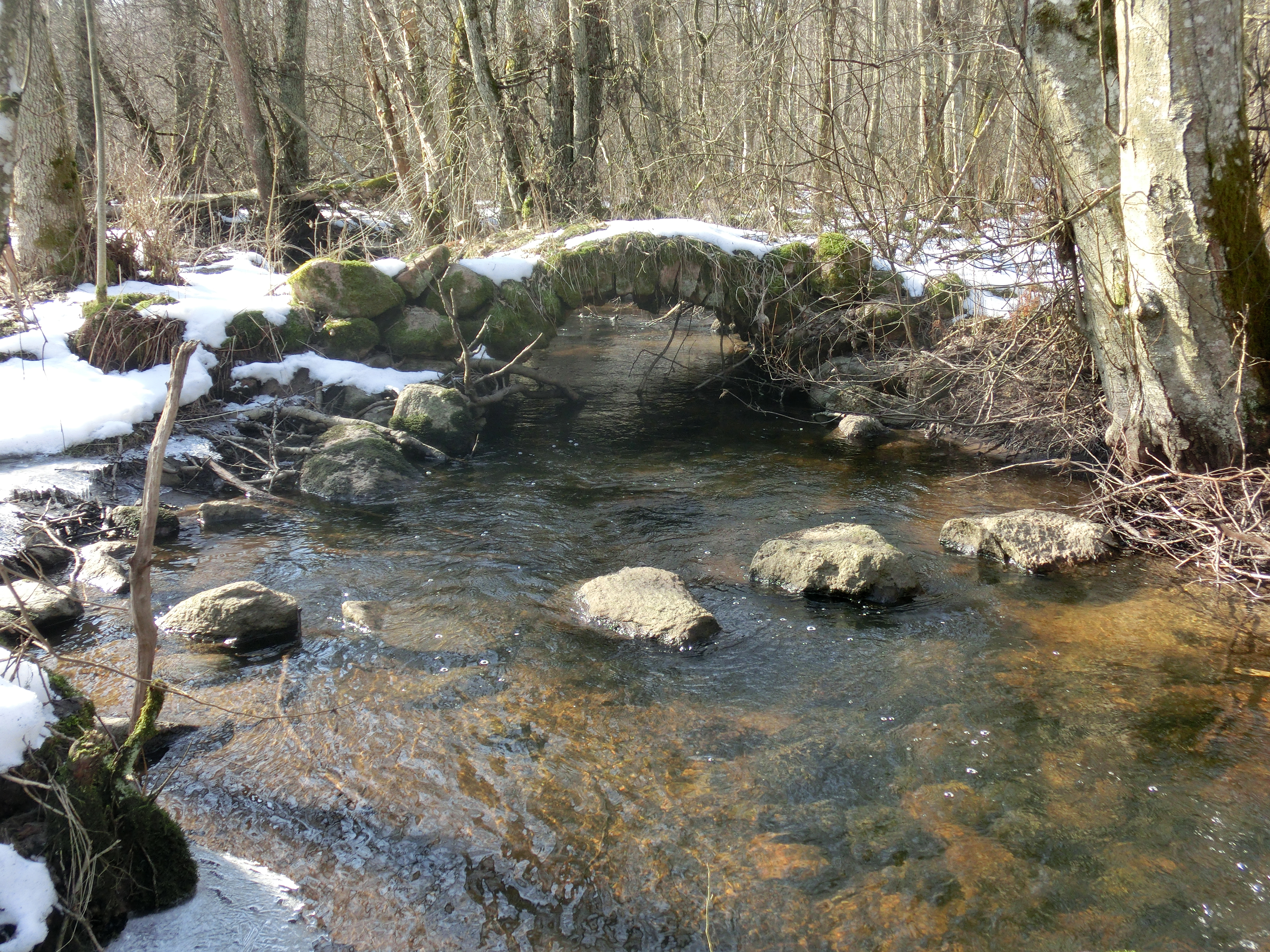
Greningens stenbro och vadstället över Storebrobäcken.
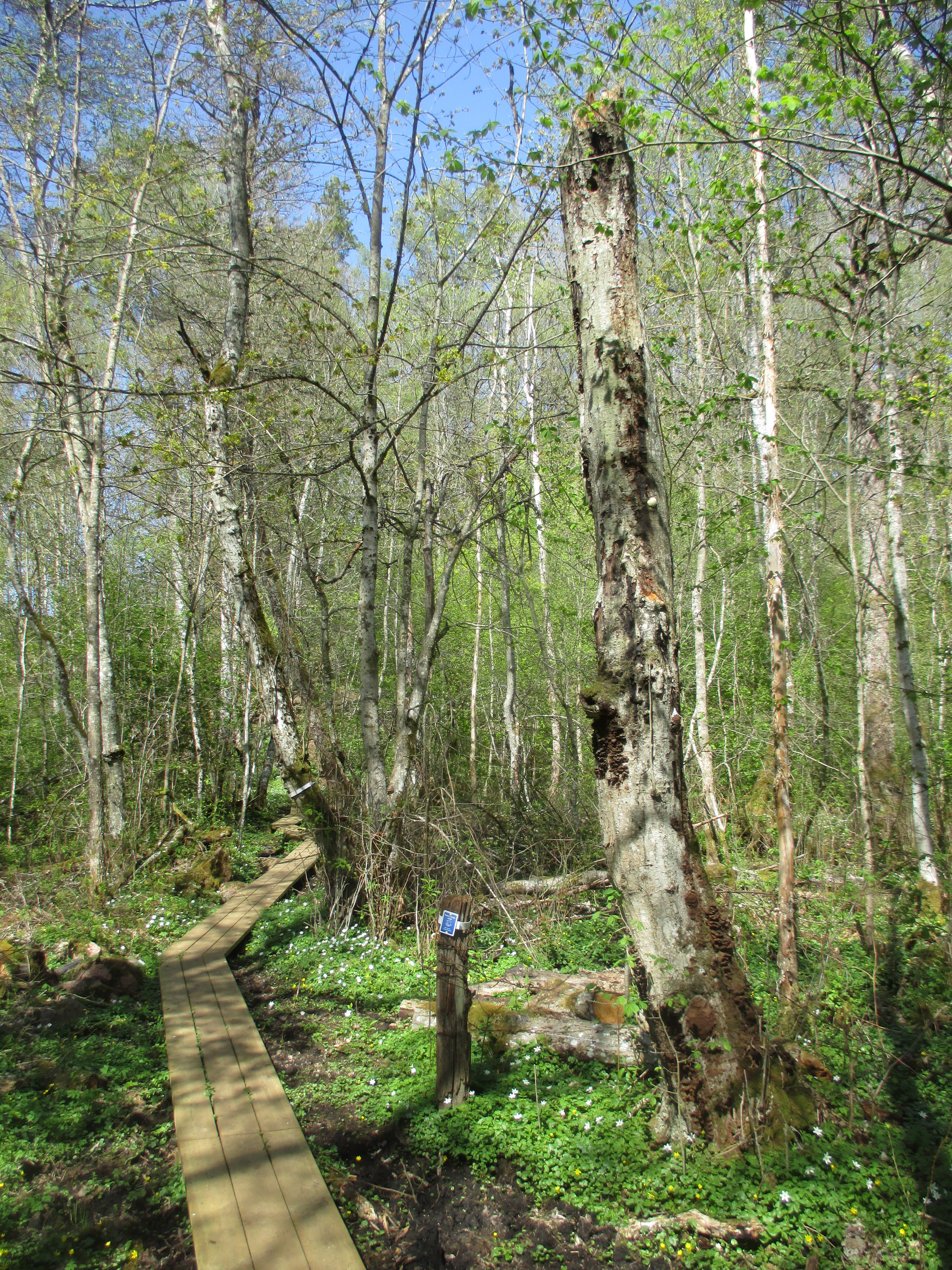
Alstam med sotägg 9 maj 2022.
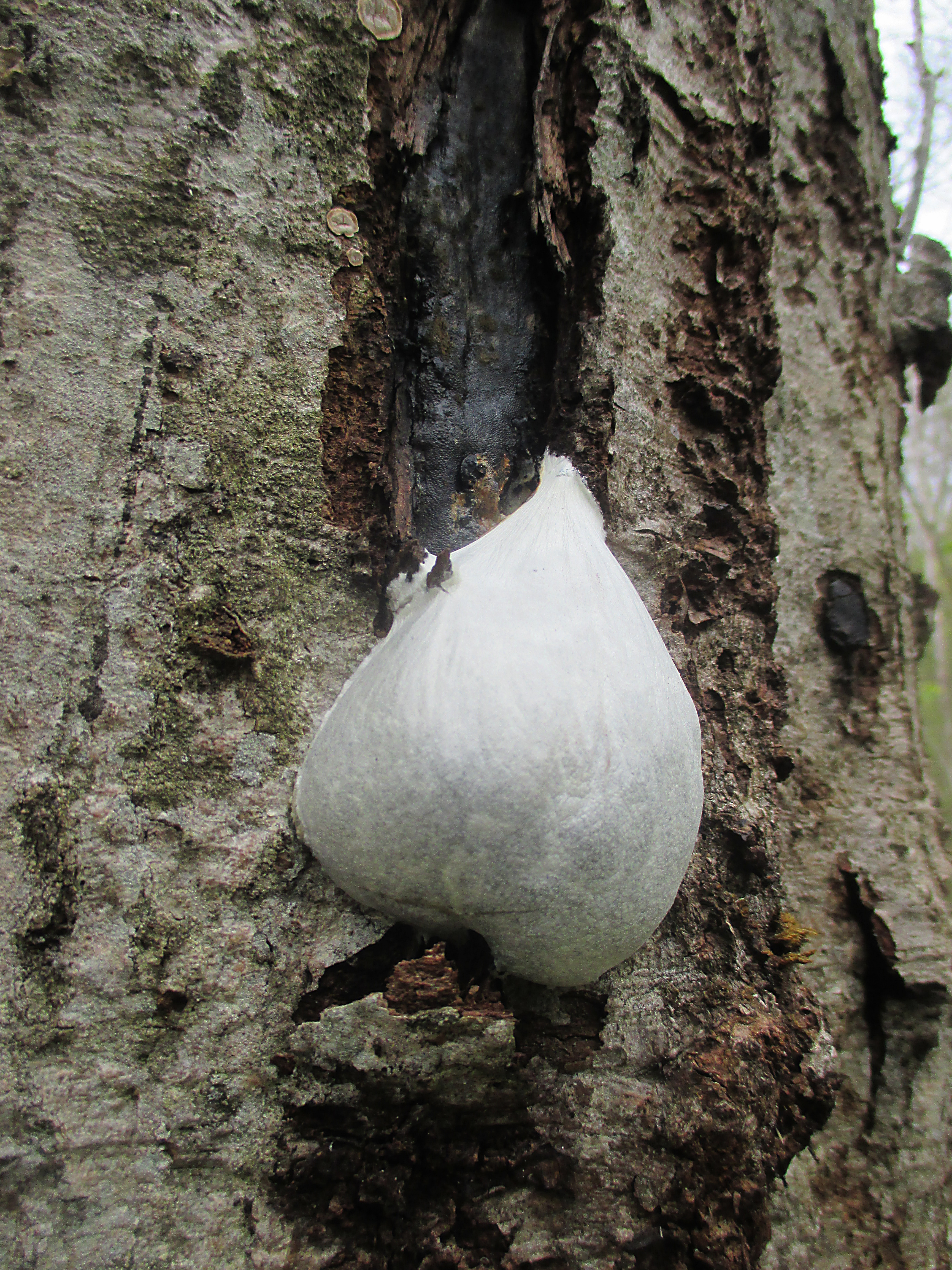
Sotägg på alstam.
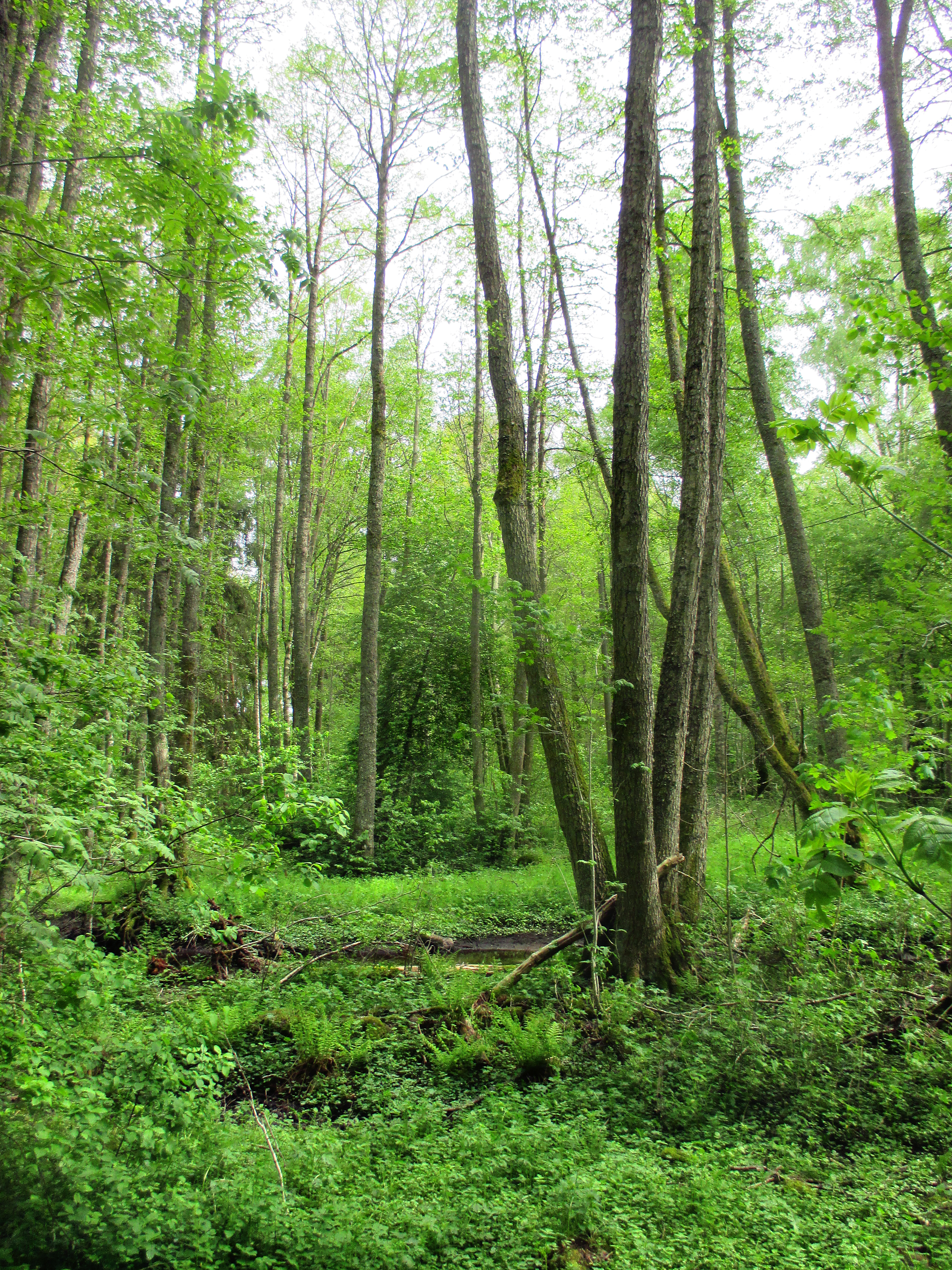
Alsumpskog 28 maj 2022.
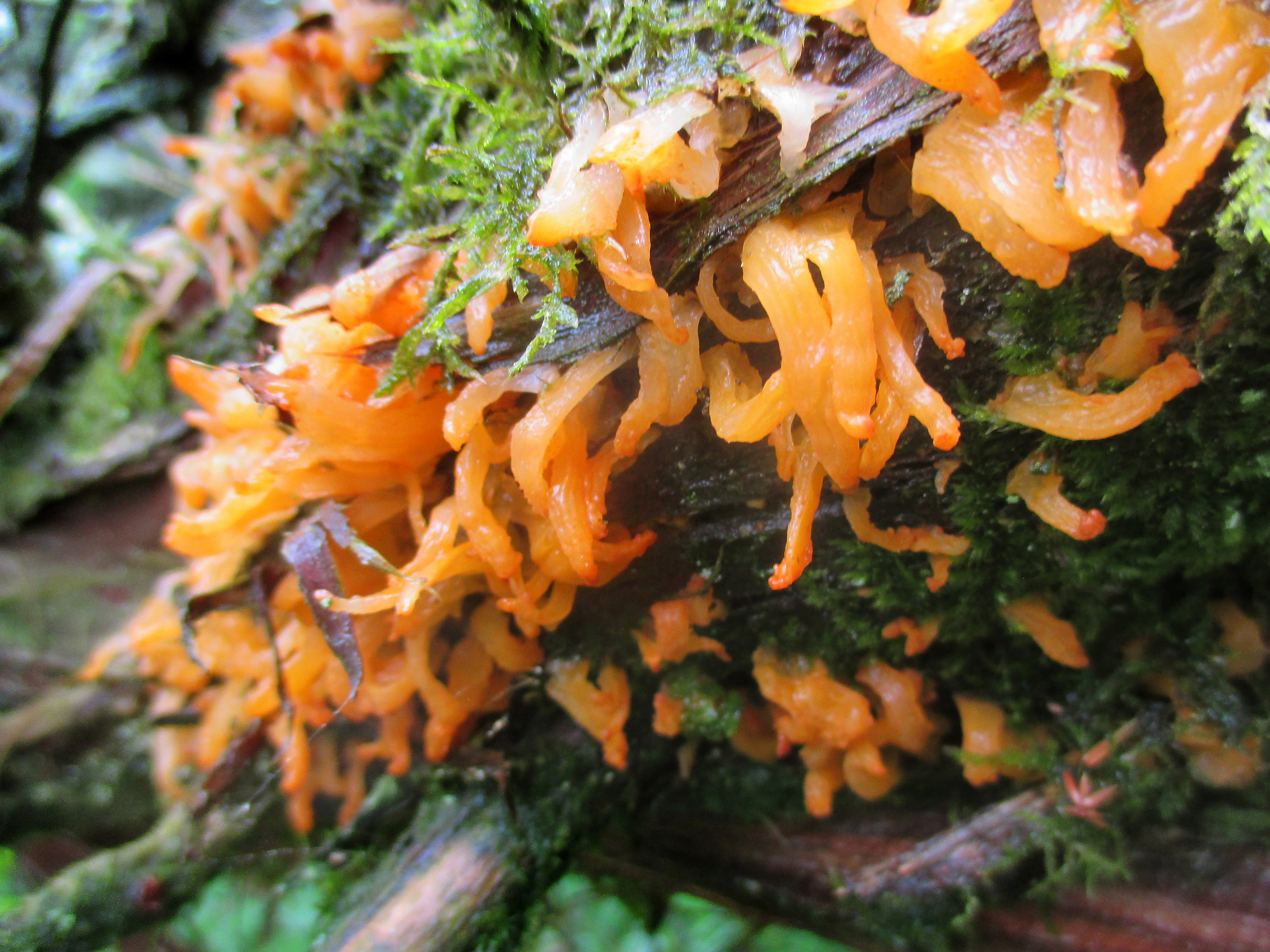
Hagtornsrost på en.
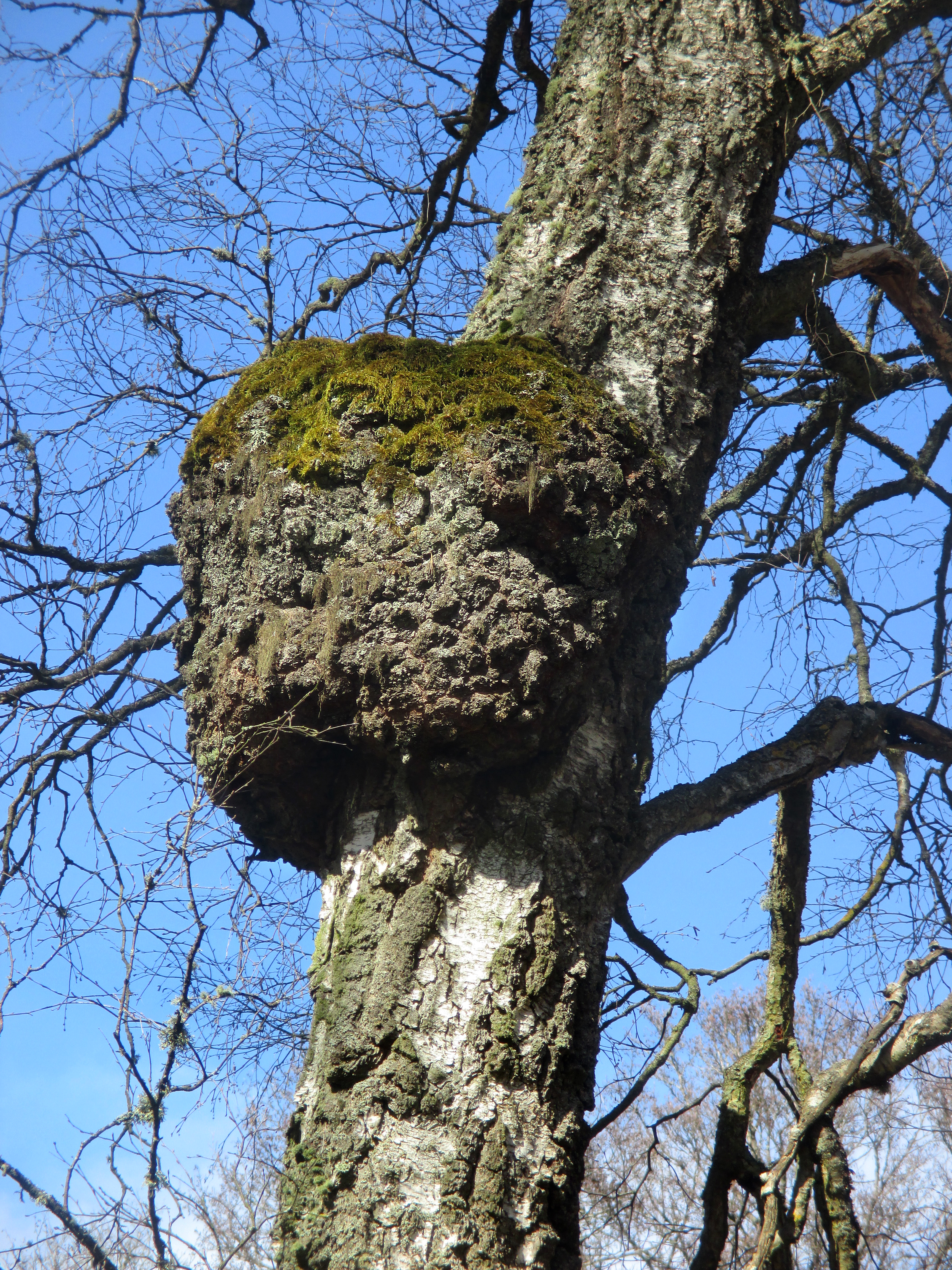
Vril på en björk.